# Édouard Fraissinet
Pour les articles homonymes, voir Fraissinet.
Frédéric Édouard Fraissinet, né le 30 janvier 1817 à Amsterdam et décédé le 1er juillet 1883 à Geel en Belgique, est un traducteur, germaniste, rédacteur scientifique et orientaliste néerlandais.

## Biographie
Il est issu d'une famille huguenote d'armateurs du sud de la France. Au XVIIIe siècle, son arrière-grand-père Marc Fraissinet a quitté Montpellier pour s'installer à Amsterdam où il est armateur, ainsi que son grand-père Jacques Marc et son père Jacques Marc. Son frère Charles Marc, armateur, est copropriétaire de plusieurs plantations de café et de canne à sucre avec plus de 300 esclaves au Suriname, puis directeur et conseiller de la Surinaamsche Bank et auteur d'un petit livre sur le Suriname en 1877.
Édouard est le cadet d'une famille de 8 enfants.
Édouard devient traducteur et écrivain. Il contribue à faire connaître en français les travaux sur le Japon du médecin allemand Philipp Franz von Siebold. En 1838, il traduit Voyage au Japon exécuté pendant les années 1823 à 1830 ou Description physique, géographique et historique de Von Siebold. De 1847 à 1949, il travaille comme rédacteur de l'édition française du Moniteur des Indes orientales et occidentales, publié à La Haye par Von Siebold.
En 1857, il publie Le Japon contemporain (L. Hachette, 1857), rédigé principalement à partir de documents en néerlandais de la Compagnie néerlandaise des Indes orientales. Il s'agit du premier ouvrage en français sur le Japon postérieur à l'ouverture de l'Archipel aux vaisseaux américains et anglais.

## Publications
- Karl Gottlob von Anton (trad. Fraissinet), Essai sur l'histoire de l'Ordre des Templiers : Traduit de l'original allemand et suivi de quelques observations..., Bruxelles, De Mortier frères, 1840, VI-162 p. (lire en ligne)[N 1]

1. ↑  Traduction de: (de) Karl Gottlob von Anton, Versuch einer Geschichte des Tempelherrenordens, 1779 (lire en ligne)

- Le Japon : Histoire et description. - Rapports avec les européens. Expédition américaine., t. I, Arthus Bertrand, 1853, XII-499 p., lire en ligne sur Gallica
- Le Japon : Histoire et description. - Rapports avec les européens. Expédition américaine., t. II, Arthus Bertrand, 1853, 528 p., lire en ligne sur Gallica
- « Surinam ou la Guyane néerlandaise », dans V. A. Malte-Brun, Nouvelles annales des voyages, de la géographie, de l'histoire et de l'archéologie : avec cartes et planches, t. IV, Paris, Arthus Bertrand, 1855 (lire en ligne), p. 17-31
- « Les Pirates de l'archipel Indien », dans V. A. Malte-Brun, Nouvelles Annales des voyages, de la géographie, de l'histoire et de l'archéologie : avec cartes et planches, t. I, Paris, Arthus Bertrand, 1855 (lire en ligne), p. 31-69, [//books.google.com/books?id=3wf4kZObHX4C&pg=PA190  lire en ligne la 2e partie], p. 190-206
- Colonie Anglaise de Sierra Léone, dans l'Afrique occidentale, 1856 (OCLC 249134793).
- « Voyage du Dr G. A. Wallin dans le nord de l'Arabie pendant l'année 1848 : Analyse du mémoire communiqué par ce voyageur à la société royale de géographie de Londres (première partie) », dans V. A. Malte-Brun, Nouvelles Annales des voyages, de la géographie, de l'histoire et de l'archéologie : avec cartes et planches, t. IV, Paris, Arthus Bertrand, 1855 (lire en ligne), p. 211-229, lire en ligne sur Gallica
- « Voyage du Dr G. A. Wallin dans le nord de l'Arabie pendant l'année 1848 : Analyse du mémoire communiqué par ce voyageur à la société royale de géographie de Londres (suite et fin) », dans V. A. Malte-Brun, Nouvelles Annales des voyages, de la géographie, de l'histoire et de l'archéologie : avec cartes et planches, t. II, Paris, Arthus Bertrand, 1856 (lire en ligne), p. 88-105
- « Abolition de l'esclavage dans l'Inde néerlandaise », dans V. A. Malte-Brun, Nouvelles Annales des voyages, de la géographie, de l'histoire et de l'archéologie : avec cartes et planches, t. III, Paris, Arthus Bertrand, 1856 (lire en ligne), p. 156-198
- « Esquisse de l'archipel Rhio-Lingga. : d'après M.G.F. de Brugn Kops, lieutenant de la Marine Néerlandaise », dans V. A. Malte-Brun, Nouvelles Annales des voyages, de la géographie, de l'histoire et de l'archéologie : avec cartes et planches, t. IV, Paris, Arthus Bertrand, 1856 (lire en ligne), p. 160-181
- « Banka et ses dépendances métallurgiques », dans V. A. Malte-Brun, Nouvelles Annales des voyages, de la géographie, de l'histoire et de l'archéologie : avec cartes et planches, t. III, Paris, Arthus Bertrand, 1857, p. 42-70, lire en ligne sur Gallica
- Le Japon contemporain, L. Hachette et Cie, 1857, 260 p., lire en ligne sur Gallica
- La vraie Église et la vraie société chrétienne : réponse à M. Guizot, E. Dentu, 1861, 32 p. (présentation en ligne)[N 1]

1. ↑  Réponse à l'ouvrage de François Guizot, L'Église et la société chrétienne en 1861, Paris, Michel Levy Frères, 1861, 272 p. (lire en ligne).

- Fraissinet et Malte-brun, Le Japon : Histoire et description; Mœurs, coutumes et religion, t. I, Arthus Bertrand, 1864, 499 p. (lire en ligne)
- Fraissinet et Malte-brun, Le Japon : Histoire et description; Mœurs, coutumes et religion, t. II, Arthus Bertrand, 1864, 560 p. (lire en ligne)
- (nl) « Japan zoo als het is en zoo als het worden moet », dans Vaderlandsche letteroefeningen, 1865 (lire en ligne), p. 513-521

## Sources et références
- Barbey d' Aurevilly, « Le Japon par M. Edouard Fraissinet », Le Pays,‎ 25 mars 1854, p. 11-16 (lire en ligne)
- Roland Caty et Éliane Richard, « Les Fraissinet, une famille d'armateurs protestants marseillais », Bulletin de la Société de l'histoire du protestantisme français, vol. 135,‎ avril-juin 1989, p. 229-260 (lire en ligne, consulté le 28 décembre 2020).

1. ↑  Acte de décès
2. ↑  Lionel Dumond, « Maisons de commerce bas-languedociennes et réseaux négociants méridionaux : l’exemple des Balguerie et des Fraissinet (XVIIIe – XIXe siècles) », Liame (histoire et histoire de l'art des époques moderne et contemporaine de l'Europe méditerranéenne et de ses périphéries), no 25,‎ 5 décembre 2012 (ISSN 1291-7206, DOI 10.4000/liame.282, lire en ligne)
3. ↑  (nl) Stichting Instituut ter Bervordering van de Surinamistiek, « Surinaamse Emancipatie 1863: Familienamen_en_Plantages », Bronnen voor de Studie van Suriname (no 25), sur surinamistiek.nl, 15 octobre 2012 (ISBN 90-5170-777-0, consulté le 5 septembre 2013)
4. ↑  (nl) Paul E. Werkman et Roelof Enno van der Woude, Geloof in eigen zaak : markante protestantse werkgevers in de negentiende en twintigste eeuw, Uitgeverij Verloren, 2006, 559 p. (lire en ligne), p. 105
5. ↑  (nl) Charles-Marc Fraissinet, « Suriname », dans P. Fraissinet, Eenige West-Indische koloniën na de emancipatie, Gedrukt bij C.A. Spin & zoon, 1879 (1re éd. 1877) (présentation en ligne)